# Douglas Y1B-7
Douglas B-7 là một loại máy bay ném bom của Hoa Kỳ trong thập niên 1930. Đây là máy bay cánh đơn đầu tiên của Hoa Kỳ nhận định danh B- máy bay ném bom.

## Quốc gia sử dụng
Hoa Kỳ
- Quân đoàn Không quân Lục quân Hoa Kỳ

## Tính năng kỹ chiến thuật (Y1B-7)
Dữ liệu lấy từ McDonnell Douglas Aircraft since 1920
Đặc điểm tổng quát
- Kíp lái: 4
- Chiều dài: 45 ft 11 in (14 m)
- Sải cánh: 65 ft 0 in (19,81 m)
- Chiều cao: 11 ft 7 in (3,53 m)
- Diện tích cánh: 621,2 ft² (57,71 m²)
- Trọng lượng rỗng: 5.519 lb (2.509 kg)
- Trọng lượng có tải: 9.953 lb (4.524 kg)
- Trọng lượng cất cánh tối đa: 11.177 lb (5.080 kg)
- Động cơ: 2 × Curtiss V-1570-53 "Conqueror", 675 hp (504 kW)  mỗi chiếc

 Hiệu suất bay 
- Vận tốc cực đại: 182 mph (158 knot, 293 km/h) trên mực nước biển
- Vận tốc hành trình: 158 mph (137 knot, 254 km/h)
- Tầm bay: 411 mi (357 nmi, 662 km)
- Tầm bay chuyển sân: 632 mi (550 nmi, 1,018 km)
- Trần bay: 20.400 ft (6.200 m)
- Leo lên độ cao 10.000 ft (3.050 m): 8,7 phút

Trang bị vũ khí

- Súng: 2 × Súng máy M1919 Browning.30 in (7,62 mm)
- Bom: 1.200 lb (544 kg) bom